# レシステンシア (競走馬)
レシステンシア（欧字名:Resistencia 香:拉丁城市、2017年3月15日 - ）は、日本の競走馬。主な勝ち鞍は2019年の阪神ジュベナイルフィリーズ、ファンタジーステークス、2021年の阪急杯、セントウルステークス。
馬名の意味は、母の誕生国であるアルゼンチンの州都「レシステンシア」から。2019年のJRA賞最優秀2歳牝馬。

## 戦績

### デビュー前
2017年3月15日、北海道安平町のノーザンファームで誕生。一口馬主法人「キャロットクラブ」から総額2,600万円（1口6万5000円×400口）
で募集された。

### 2歳（2019年）
栗東・松下武士厩舎に入厩。10月14日京都の新馬戦に鞍上武豊で出走し、1番人気に推される。道中好位でレースを進め、直線で先頭に躍り出ると最後はキーダイヤに1馬身1/4差をつけてデビュー戦を飾った。北村友一に乗り替わったファンタジーステークスでは2番手追走から直線で抜け出すと、後方から追い込んできたマジックキャッスルに1馬身差をつけ重賞初制覇となる。
続いて出走した阪神ジュベナイルフィリーズでは4番人気に推された。レースでは果敢にハナを切ると2着マルターズディオサに5馬身差をつける大差で逃げ切り、2006年にウオッカが記録した2歳コースレコードを上回るタイムで無傷の3連勝を果たした。
この勝利を受けて、2019年のJRA賞最優秀2歳牝馬に記者投票満票で選出された。

### 3歳（2020年）
チューリップ賞から始動。単勝オッズ1.4倍と圧倒的な支持を集め、レースでも楽にハナを主張しマイペースに逃げたが、スローペースでの逃げになったことが影響して最後はマルターズディオサ、クラヴァシュドールに躱され3着に敗れた。
迎えた桜花賞には新馬戦以来のコンビとなる武を鞍上に迎えて出走。エルフィンステークスを快勝したデアリングタクトと人気を分け合う形となったが、最終的に単勝オッズ3.7倍の1番人気に推された。重馬場となったレースでは逃げるスマイルカナを2番手から追走し、直線半ばで先頭に立ったものの、ゴール手前50mでデアリングタクトに差し切られて2着に敗れた。レース後、鞍上の武は「やりたいレースはできたけど、最後は一杯になってしまった」、松下は「あれで負けたら仕方がないですね」と述べた。
次走に選択したNHKマイルカップは、前走騎乗した武豊が無敗で毎日杯を制したサトノインプレッサに騎乗するため、クリストフ・ルメールとの初コンビを結成。迎えた同レースには重賞2勝馬タイセイビジョンや先述のサトノインプレッサ、同じく無敗でニュージーランドトロフィーを制したルフトシュトロームらが集まったが、最終的に1番人気に支持された。レース本番、好スタートから楽にハナを奪うと、直線に入っても先頭をキープし続けたが、本馬をマークしていた勝ち馬にゴール前で交わされ、前走に続く2着に惜敗。鞍上ルメールはレース後、「あー惜しい!」と惜敗に悔しさを表すコメントをした。
5月20日、放牧先のノーザンファームしがらきで馬体をチェックしたところ、左前球節に疲労が見られ、その後の検査で軽度の骨折が判明。全治3か月の診断となり、そのまま休養入り。さらに調整の遅れから秋華賞も回避した。
半年の休養を経てマイルチャンピオンシップで復帰、初の古馬相手に果敢に逃げるも8着に敗れ初めて掲示板を外した。

### 4歳（2021年）
阪急杯から始動。本馬を含めたGⅠ馬3頭（ダノンファンタジー、インディチャンプ）で人気を分け合うも、本馬が1番人気に押された。スタート早々、スピードの違いで馬なりのままハナに立つと、道中は少し抑えながらため逃げの形で運んだ。最後の直線に入ってゴーサインを出すと一気に後続を突き放し2馬身差をつけて勝利。2歳時にレコード勝ちした阪神ジュベナイルフィリーズ以来の重賞3勝目を果たした。勝ちタイム1:19.2は阪神1400mのコースレコードであった。次走は高松宮記念を選択、北村友一がドバイに遠征したため浜中俊に乗り替わる。初の1200ｍ戦ながら前走のレコード勝ちが評価され1番人気となり、レースは好位で脚をためて、直線は馬場の真ん中を力強く伸びたが、内から迫ったダノンスマッシュにクビ差屈した。次走はヴィクトリアマイルに出走、桜花賞以来の武豊とのコンビとなり、グランアレグリアに次ぐ2番人気となったが、先行するも直線後続に交わされ6着に敗退した。その後は休養し、4か月ぶりの出走となったセントウルステークスは1番人気に支持され、2番手追走から直線で早々と先頭に立つとピクシーナイトをクビ差退け押し切り勝ち。重賞4勝目を挙げた。続くスプリンターズステークスは好位4番手をスムーズに追走し、直線でも脚を伸ばしたが、前走負かしたピクシーナイトに2馬身差をつけられた2着に敗れ、春秋スプリントGI連続2着となった。12月12日、自身初の海外遠征の場として香港スプリントに出走。鞍上には初コンビとなるクリストフ・スミヨンを迎えた。中段でレースを進めて直線に向かうと末脚を伸ばし、1着馬に3/4馬身迫って2位に入線した。

### 5歳（2022年）
5歳初戦は横山武史に乗り替わり、高松宮記念に出走。単勝2.2倍の1番人気に推され、好スタートから逃げ込みを図るも6着に敗れた。
続いて、予定通りヴィクトリアマイルに出走。6番人気で迎えたレースでは、スタートを決めると2番手を追走。最後の直線では粘り、ソダシ、ファインルージュにかわされたものの3着を確保した。その後、6月5日の安田記念では好位追走も直線で伸びを欠いて11着と惨敗。レース後の6月30日に左第1指骨剥離骨折を発症したことが判明し、休養に入った。
11月2日、12月11日に行われる香港スプリントに2年連続で選出されたことがJRAより発表され、招待を受諾。ジョアン・モレイラとのコンビで挑んだが、13着に沈んだ。

### 6歳（2023年）
1月24日、2月25日に行われる1351ターフスプリントに選出されたことが所有するキャロットクラブにより発表され、招待を受諾した。ライアン・ムーアを鞍上に迎えたレースは道中2番手を進んだが、直線で伸びを欠いて5着に敗れた。レース後の2月26日、現役を引退しノーザンファームで繁殖牝馬となることがキャロットクラブの公式サイトで発表され、3月9日付で競走馬登録を抹消された。

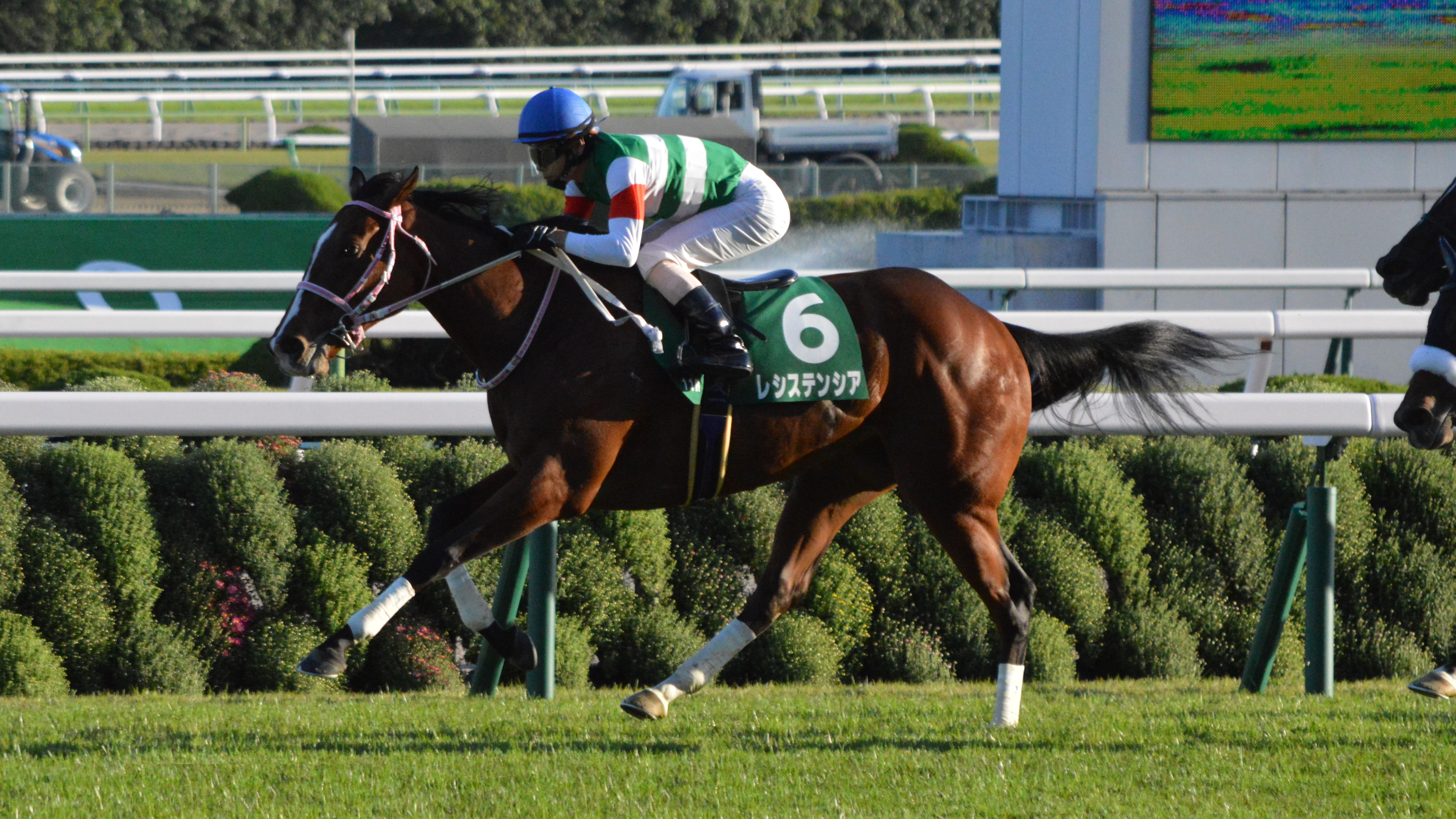
2019年ファンタジーS
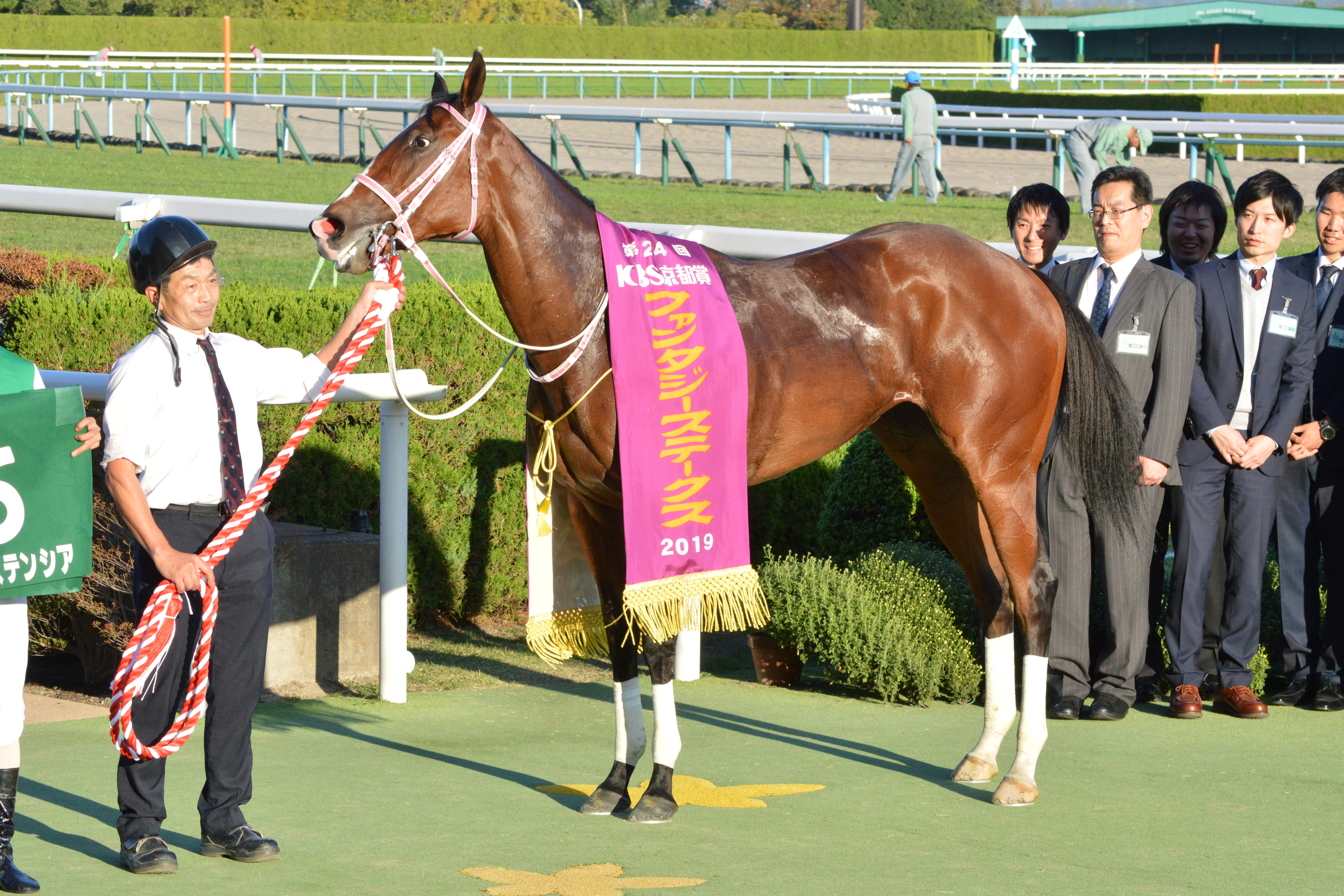
表彰式・左は内田浩一調教助手
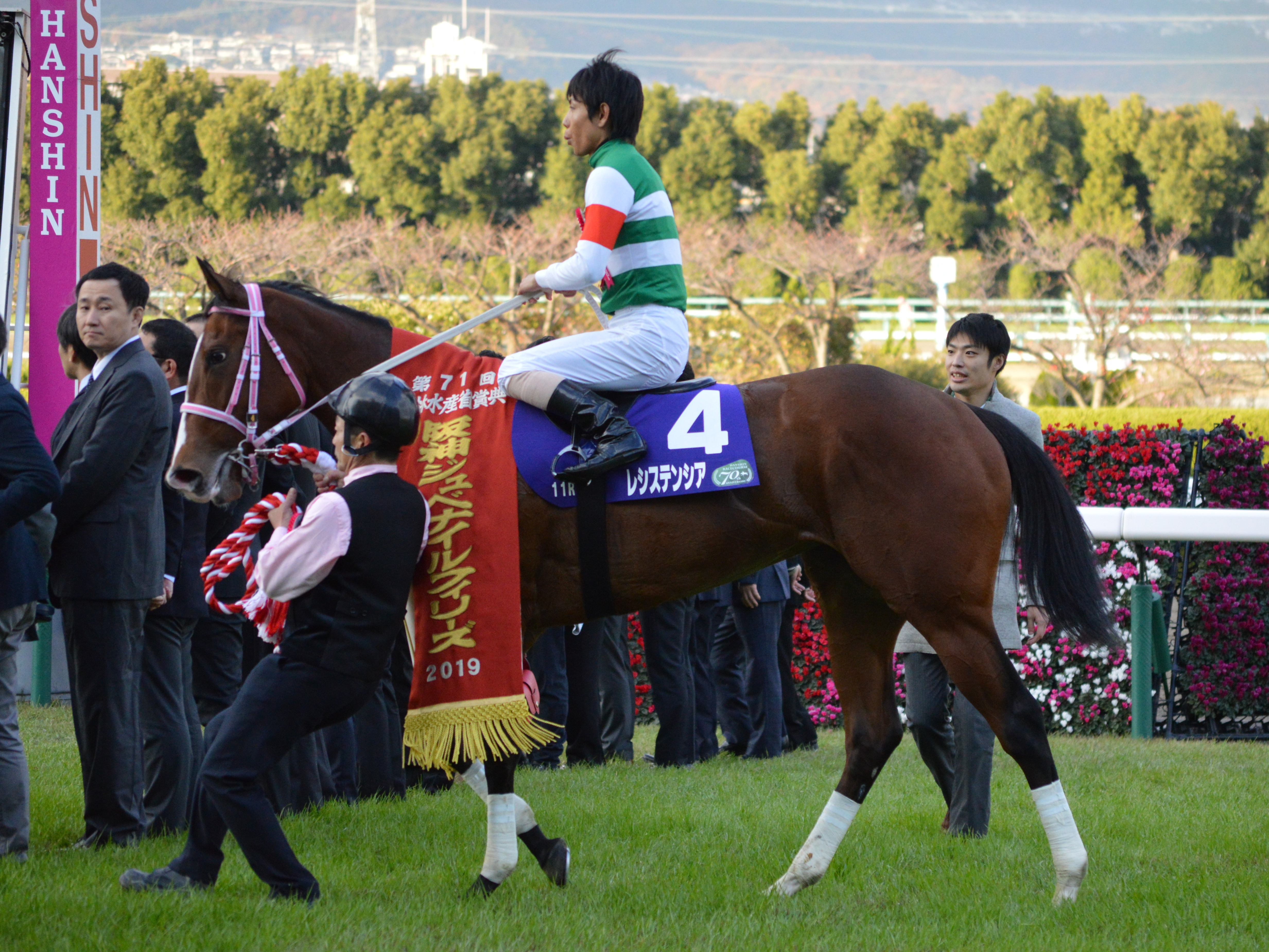
2019年阪神JF
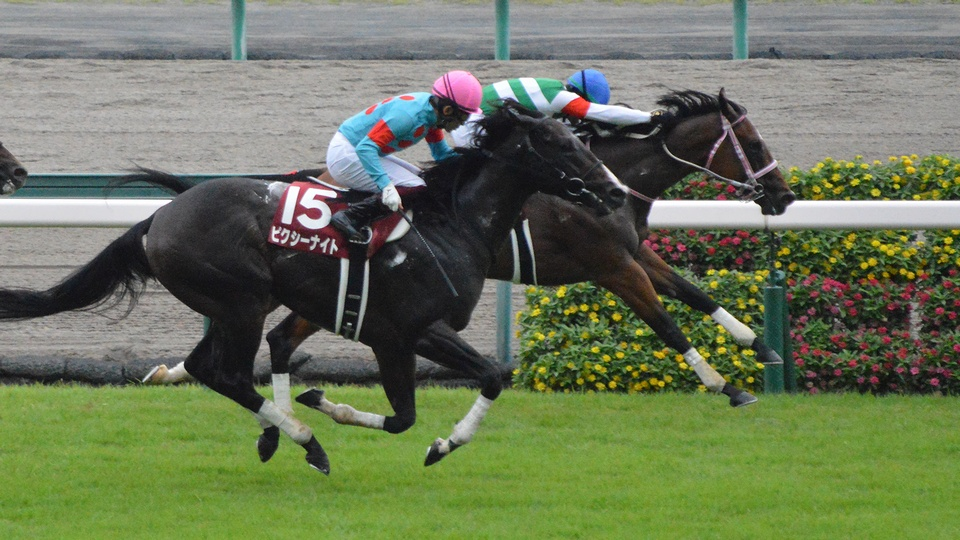
2021年セントウルS

## 競走成績
以下の内容は、JBISサーチ、netkeiba.com、香港ジョッキークラブ、サカブジョッキークラブおよびRacing Postの情報に基づく。
| 競走日     | 競馬場 | 競走名          | 格   | 距離（馬場）  | 頭 数 | 枠 番 | 馬 番 | オッズ （人気） | 着順 | タイム （上がり3F） | 着差  | 騎手        | 斤量 [kg] | 1着馬（2着馬）         | 馬体重 [kg] |
| ---------- | ------ | --------------- | ---- | ------------- | ----- | ----- | ----- | --------------- | ---- | ------------------- | ----- | ----------- | --------- | ---------------------- | ----------- |
| 2019.10.14 | 京都   | 2歳新馬         |      | 芝1400m（稍） | 18    | 7     | 13    | 001.40（1人）   | 01着 | R1:22.9（35.8）     | -0.2  | 0武豊       | 54        | （キーダイヤ）         | 490         |
| 0000.11.02 | 京都   | ファンタジーS   | GIII | 芝1400m（良） | 15    | 4     | 6     | 013.60（6人）   | 01着 | R1:20.7（34.9）     | -0.2  | 0北村友一   | 54        | （マジックキャッスル） | 488         |
| 0000.12.08 | 阪神   | 阪神JF          | GI   | 芝1600m（良） | 16    | 2     | 4     | 011.20（4人）   | 01着 | R1:32.7（35.2）     | -0.8  | 0北村友一   | 54        | （マルターズディオサ） | 484         |
| 2020.03.07 | 阪神   | チューリップ賞  | GII  | 芝1600m（良） | 14    | 3     | 4     | 001.40（1人）   | 03着 | R1:33.5（34.2）     | -0.2  | 0北村友一   | 54        | マルターズディオサ     | 488         |
| 0000.04.12 | 阪神   | 桜花賞          | GI   | 芝1600m（重） | 18    | 8     | 17    | 003.70（1人）   | 02着 | R1:36.3（38.2）     | -0.2  | 0武豊       | 55        | デアリングタクト       | 482         |
| 0000.05.10 | 東京   | NHKマイルC      | GI   | 芝1600m（良） | 18    | 2     | 3     | 003.00（1人）   | 02着 | R1:32.7（34.7）     | -0.2  | 0C.ルメール | 55        | ラウダシオン           | 476         |
| 0000.11.22 | 阪神   | マイルCS        | GI   | 芝1600m（良） | 17    | 1     | 2     | 009.90（4人）   | 08着 | R1:32.8（34.3）     | -0.8  | 0北村友一   | 54        | グランアレグリア       | 500         |
| 2021.02.28 | 阪神   | 阪急杯          | GIII | 芝1400m（良） | 17    | 4     | 8     | 002.40（1人）   | 01着 | R1:19.2（33.8）     | -0.3  | 0北村友一   | 54        | （ミッキーブリランテ） | 508         |
| 0000.03.28 | 中京   | 高松宮記念      | GI   | 芝1200m（重） | 18    | 8     | 16    | 002.90（1人）   | 02着 | R1:09.2（34.5）     | -0.0  | 0浜中俊     | 55        | ダノンスマッシュ       | 506         |
| 0000.05.16 | 東京   | ヴィクトリアM   | GI   | 芝1600m（良） | 18    | 8     | 18    | 007.10（2人）   | 06着 | R1:31.9（34.1）     | -0.9  | 0武豊       | 55        | グランアレグリア       | 504         |
| 0000.09.12 | 中京   | セントウルS     | GII  | 芝1200m（良） | 17    | 4     | 8     | 001.90（1人）   | 01着 | R1:07.2（34.0）     | 0.0   | 0C.ルメール | 54        | （ピクシーナイト）     | 508         |
| 0000.10.03 | 中山   | スプリンターズS | GI   | 芝1200m（良） | 16    | 6     | 12    | 003.40（2人）   | 02着 | R1:07.4（33.5）     | -0.3  | 0C.ルメール | 55        | ピクシーナイト         | 506         |
| 0000.12.12 | 沙田   | 香港スプリント  | G1   | 芝1200m（Gd） | 12    | 7     | 12    | 014.00（6人）   | 02着 | R1:08.79            | -0.13 | 0C.スミヨン | 55.5      | Sky Field              | 498         |
| 2022.03.27 | 中京   | 高松宮記念      | GI   | 芝1200m（重） | 18    | 4     | 7     | 002.20（1人）   | 06着 | R1:08.6（35.2）     | -0.3  | 0横山武史   | 55        | ナランフレグ           | 516         |
| 0000.05.15 | 東京   | ヴィクトリアM   | GI   | 芝1600m（良） | 18    | 4     | 7     | 012.80（6人）   | 03着 | R1:32.5（34.1）     | -0.3  | 0横山武史   | 55        | ソダシ                 | 510         |
| 0000.06.05 | 東京   | 安田記念        | GI   | 芝1600m（良） | 18    | 8     | 16    | 021.00（9人）   | 11着 | R1:32.7（33.6）     | -0.4  | 0横山武史   | 56        | ソングライン           | 512         |
| 0000.12.11 | 沙田   | 香港スプリント  | G1   | 芝1200m（Gd） | 14    | 1     | 14    | 009.10（3人）   | 13着 | R1:09.75（34.08）   | -0.99 | 0J.モレイラ | 55.5      | Wellington             | 514         |
| 2023.02.25 | KAA    | 1351ターフSP    | G3   | 芝1351m（GF） | 13    | 9     | 10    | 013.00（6人）   | 05着 | R1:17.82            | -0.33 | 0R.ムーア   | 55.3      | Bathrat Leon           | 計不        |

- タイム欄のRはレコード勝ちを示す
- 海外の競走の「枠番」欄にはゲート番を記載
- 海外のオッズ・人気は現地主催者発表のもの（日本式のオッズ表記とした）

## 繁殖成績
|      | 馬名                 | 生年   | 性 | 毛色 | 父       | 馬主 | 厩舎 | 戦績 |
| ---- | -------------------- | ------ | -- | ---- | -------- | ---- | ---- | ---- |
| 初仔 | レシステンシアの2024 | 2024年 | 牡 | 鹿毛 | モーリス |      |      |      |

- 2024年9月26日現在

## 血統表
| レシステンシアの血統                                          | レシステンシアの血統                                          | レシステンシアの血統            | （血統表の出典）                | （血統表の出典） |
| 父系                                                          | サンデーサイレンス系/ヘイロー系                               | サンデーサイレンス系/ヘイロー系 | サンデーサイレンス系/ヘイロー系 | [ § 2 ]          |
| 父 ダイワメジャー 栗毛 2001                                   | 父の父*サンデーサイレンス Sunday Silence 青鹿毛 1986 アメリカ | Halo                            | Hail to Reason                  | Hail to Reason   |
| 父 ダイワメジャー 栗毛 2001                                   | 父の父*サンデーサイレンス Sunday Silence 青鹿毛 1986 アメリカ | Halo                            | Cosmah                          |                  |
| 父 ダイワメジャー 栗毛 2001                                   | 父の父*サンデーサイレンス Sunday Silence 青鹿毛 1986 アメリカ | Wishing Well                    | Understanding                   | Understanding    |
| 父 ダイワメジャー 栗毛 2001                                   | 父の父*サンデーサイレンス Sunday Silence 青鹿毛 1986 アメリカ | Wishing Well                    | Mountain Flower                 |                  |
| 父 ダイワメジャー 栗毛 2001                                   | 父の母スカーレットブーケ 栗毛 1988                            | *ノーザンテースト               | Northern Dancer                 | Northern Dancer  |
| 父 ダイワメジャー 栗毛 2001                                   | 父の母スカーレットブーケ 栗毛 1988                            | *ノーザンテースト               | Lady Victoria                   |                  |
| 父 ダイワメジャー 栗毛 2001                                   | 父の母スカーレットブーケ 栗毛 1988                            | *スカーレットインク             | Crimson Satan                   | Crimson Satan    |
| 父 ダイワメジャー 栗毛 2001                                   | 父の母スカーレットブーケ 栗毛 1988                            | *スカーレットインク             | Consentida                      |                  |
| 母 *マラコスタムブラダ Malacostumbrada 鹿毛 2010 アルゼンチン | 母の父Lizard Island 鹿毛 2005 アメリカ                        | Danehill Dancer                 | *デインヒル                     | *デインヒル      |
| 母 *マラコスタムブラダ Malacostumbrada 鹿毛 2010 アルゼンチン | 母の父Lizard Island 鹿毛 2005 アメリカ                        | Danehill Dancer                 | Mira Adonde                     |                  |
| 母 *マラコスタムブラダ Malacostumbrada 鹿毛 2010 アルゼンチン | 母の父Lizard Island 鹿毛 2005 アメリカ                        | Add                             | Spectacular Bid                 | Spectacular Bid  |
| 母 *マラコスタムブラダ Malacostumbrada 鹿毛 2010 アルゼンチン | 母の父Lizard Island 鹿毛 2005 アメリカ                        | Add                             | Number                          |                  |
| 母 *マラコスタムブラダ Malacostumbrada 鹿毛 2010 アルゼンチン | 母の母Mapul Wells 鹿毛 2002 アルゼンチン                      | Poliglote                       | Sadler's Wells                  | Sadler's Wells   |
| 母 *マラコスタムブラダ Malacostumbrada 鹿毛 2010 アルゼンチン | 母の母Mapul Wells 鹿毛 2002 アルゼンチン                      | Poliglote                       | Alexandrie                      |                  |
| 母 *マラコスタムブラダ Malacostumbrada 鹿毛 2010 アルゼンチン | 母の母Mapul Wells 鹿毛 2002 アルゼンチン                      | Pulma                           | New Dandy                       | New Dandy        |
| 母 *マラコスタムブラダ Malacostumbrada 鹿毛 2010 アルゼンチン | 母の母Mapul Wells 鹿毛 2002 アルゼンチン                      | Pulma                           | Pulina                          |                  |
| 母系(F-No.)                                                   | (FN:9-g)                                                      | (FN:9-g)                        | (FN:9-g)                        | [ § 3 ]          |
| 5代内の近親交配                                               | Northern Dancer 4x5=9.38%                                     | Northern Dancer 4x5=9.38%       | Northern Dancer 4x5=9.38%       | [ § 4 ]          |
| 出典                                                          | 1. 2. 3. 4.                                                   | 1. 2. 3. 4.                     | 1. 2. 3. 4.                     | 1. 2. 3. 4.      |

母マラコスタムブラダは2014年ヒルベルトレレナ大賞（アルゼンチンG1）の勝ち馬

半弟グラティアス（父ハーツクライ）は2021年京成杯（GIII）の勝ち馬